# Симфония
Симфония (на старогръцки: συμφονία, „съзвучие“)) е жанр в класическата музика, в който се изразява пълнотата на възможностите на оркестъра. За разлика от други музикални жанрове, тук няма един строго определен водещ инструмент, а се набляга на сработването в музикално и оркестрационно отношение на отделните музикални инструменти или групи от тях.
За симфонията е характерна тричастна или четиричастна музикална форма. Обикновено първата част е тържествена, втората – бавна, третата танцувална, четвъртата – бърза и отново тържествена. В исторически план обаче тази постройка на симфонията до голяма степен се е превърнала във формалност.
Музикалната история обикновено търси корените на симфонията при чешките музиканти и в италианското възраждане. Като самостоятелен жанр обаче тя се оформя при Франтешек Вацлав Мича, създател на първата в историята на музиката симфония в d moll (ре минор), която е тричастна – сонатно allegro, adagio, fuga. По-късно в творчеството на виенските класици – Хайдн, Моцарт и Бетовен симфонията добива класическа четиричастна контрастна структура – allegro – сонатна форма, adagio – ABA, menuet, сонатно allegro. Тяхната традиция следват автори като Франц Шуберт и Роберт Шуман. Десетилетия след това симфонията е възприемана като отживяла форма, и едва в средата на XIX в. преживява нов възход, след като авторите на симфонии започват да влагат в своите творби тематичност, ярък пример за което е „Фантастичната симфония“ на Ектор Берлиоз. След застоя симфонията се възражда в творчеството на Йоханес Брамс, Антон Брукнер, Пьотър Чайковски, Густав Малер, Антонин Дворжак, Дмитрий Шостакович, Алфред Шнитке.

## Структура на класическата симфония
При композитори като Йозеф Хайдн и Волфганг Амадеус Моцарт все още се срещат завършени четиричастни части на симфонията.
- Първата част на класическата симфония е динамична, в бързо темпо и обикновено заема първостепенно място в целия цикъл. Обикновено е изградена на базата на контрасти – музикални теми, които след това продължават развитието си в следващите части – тържествената и жизнерадостна тема контрастира с лиричната или тъжната.
- Втората част обикновено е бавна и съзерцателна. Нерядко като музикална тема тя няма връзка с останалите – например траурният марш от бетовеновата „Ероика“ (виж по-долу).
- В ранния виенски класицизъм третата част обикновено е танцувална, по-специално тези двама автори използват за нея менуета. Бетовен заменя менуета със скерцо, което нерядко има дори ироничен характер (в скерцото на 7-а симфония Бетовен дори дръзва да използва т. нар. „паралелни квинти“, противоречащи и „забранени“ от теорията на музиката по негово време.
- Заключителната част също в повечето случаи е бърза и динамична. Нерядко е реплика на първата, но за разлика от нея обикновено използва една и съща тема, разработвана по различни начини. В епохата на романтизма структурата на заключителната част често е по-гъвкава, особено в творчеството на романтици като Йоханес Брамс и Антон Брукнер.

## История
Музикалната история обикновено търси корените на симфонията при чешките музиканти от началото на XVII в. Първата в историята на музиката симфония е създадена от чешкия капелмайстор Франтешек Вацлав Мича – Симфония в d moll. Структурно тя представлява тричастен цикъл от типа Allegro, Adagio, fuga. За прототип на симфонията се смята италианската увертюра, възникнала през XVII век в творчеството на Доминико Скарлати. Като самостоятелен жанр обаче тя се оформя едва в края на XVIII и началото на XIX век в творчеството на виенските класици – Хайдн, Моцарт и Бетовен. Тяхната традиция следват автори като Франц Шуберт и Роберт Шуман. Десетилетия след това симфонията е възприемана като отживяла форма и едва в средата на XIX век преживява нов възход, след като авторите на симфонии започват да влагат в своите творби тематичност, ярък пример за което е „Фантастичната симфония“ на Ектор Берлиоз. След застоя симфонията се възражда в творчеството на Йоханес Брамс, Антон Брукнер, Пьотър Чайковски, Густав Малер, Антонин Дворжак, Дмитрий Шостакович, Алфред Шнитке.
В творчеството на виенските класици постепенно симфонията се оформя в основния си вид, познат и до днес. От една страна се утвърждава като общоприета музикална форма, от друга се оформя концепцията за състава на оркестъра, който я изпълнява.
Първият от виенските класици – Йозеф Хайдн – е написал 104 симфонии. По-известни от тях са № 44 „Траурна“, №49 „Страстна“, № 82 „Мечката“, № 92 „Оксфордска“, № 100 „Военна“ и №103 „Симфония тремоло с тимпани“. Особено място има симфония № 45 „Прощална“, заради структурата на последната част и начина, по който се изпълнява на сцена. Хайдн и музикантите от оркестъра при двора на австрийския княз Естерхази били недоволни от отношението към тях. Последната част на 45-а симфония е своеобразен протест. Започва с tutti (свирят всички инструменти), след което един по един инструментите отпадат, предавайки музикалната тема на останалите, а музикантите, които „нямат повече работа“, гасят свещите на пултовете си и тихо напускат сцената. По този начин тази симфония, която е предобраз на бъдещите „програмни симфонии“, се изпълнява и до днес. В „Прощалната“ има и още едно нововъведение – това е първата симфония в световната музикална история, която завършва с бавна част.
Йозеф Хайдн създава основите, върху които тази музикална форма продължава да се доизгражда в бъдеще. Огромно е влиянието му върху следващите двама виенски класици – Моцарт и Бетовен.
Волфганг Амадеус Моцарт продължава развитието на симфонизма. Написал е 50 симфонии, от които са номерирани 41. Първите симфонии на Моцарт са подобни по структура на тези на Хайдн, но в зрелия си период той развива съществено изобразителния език на симфонията, звучността на оркестъра, придава повече мащабност и плътност на звученето. Сред по-известните симфонии на Моцарт са № 25, № 35 „Хафнерова“ и най-вече последните три – № 39 „Селска“, № 40 и № 41 „Юпитер“ Прочутата моцартова „Симфония-концертанте“ може по-скоро да се отнесе към инструменталните концерти, отколкото към симфониите сами по себе си.
При Моцарт окончателно се утвърждава класическата четиричастна форма на симфонията. Тя напълно се еманципира като самостойно концертно музикално произведение.
Окончателното си развитие виенската класическа симфония достига при Лудвиг ван Бетовен. Неговите 9 симфонии и до днес остават ненадминат връх в този музикален жанр. Най-известни от тях са № 3 – „Ероика“ („Героична“ първоначално посветена на Наполеон, по-късно авторът сам се отказва от посвещението си, № 5 (с прочутия мотив „Съдбата чука на вратата“), № 7, № 9, чиято последна част съдържа „Одата на радостта“ – по текст на Шилер – която днес е химн на Европейския съюз.
Въпреки физическата си глухота, Бетовен развива до нечувани дотогава интонации звученето на оркестъра, който и използва в максималната му пълнота. Музикалната тема се развива подробно и пълно, така че симфонията окончателно придобива съвременния си вид на тържествено и грандиозно музикално произведение.
Именно бетовеновата симфония се приема като образец за класическа симфония.

### Симфонията по времето на романтизма
Мнозина музиколози разглеждат ранния период от епохата, определяна условно като музикален „романтизъм“ като период на криза в жанра на симфонията в смисъл, че през този период симфонията не се развива като форма, а работи според наследеното от виенските класици. В същото време симфонията развива нов език и нова естетика, така че за криза в строгия смисъл на думата не може да се говори.
Още в творчеството на Франц Шуберт, (написал 8 симфонии, най-известна от които е последната, т. нар. „Недовършена“), вече ясно личи новият музикален език, присъщ на романтизма. Тенденцията се задълбочава при по-късни композитори като Феликс Менделсон (5 симфонии), Роберт Шуман (4 симфонии, сред които „Рейнска“), Чайковски (8 симфонии, сред тях „Патетична“, не всички са номерирани), които създават велики симфонични образци, спазвайки установената при виенските класици норма.
Мнозина композитори от периода на романтизма обогатяват симфоничната музика с произведения, които излизат извън формите, заложени във виенския класицизъм. Такива произведения са „Сън в лятна нощ“ на Менделсон, двучастните симфонии на Франц Лист и др., които не са в точния смисъл на думата симфонии.
През 1830 г. във Франция Ектор Берлиоз завършва своята „Фантастична симфония“, която като форма вече няма почти нищо общо с класическата. Симфонията е в 5 части, които не следват установената форма, а се придържат към сюжет – симфонията описва делириумните видения на нещастно влюбен музикант. Тази творба и е първата истинска „програмна симфония“ – в музиката терминът обозначава именно симфония, която по формата си се придържа към сюжет или тема, стоящи „вън“ от музиката. Въпреки примера на Берлиоз обаче, мнозинството от композиторите продължават да се придържат към класическата форма.
В края на 19 век виенската класическа форма продължава да е все още толкова господстваща, че музикалните корифеи размишляват, дали някой все пак може да напише симфония, различна от Бетховеновата. Смята се, че жанрът е добил своя завършен вид и развитието му е изчерпано. Но през 70-те и 80-те години на 19 век Йоханес Брамс пише своите 4 симфонии, в които формално спазвайки традицията в разработването на формата, ѝ придава ново значение и съдържание. Именно с творчеството на Брамс се възражда интересът към симфонията.
Паралелно с Брамс твори и Антон Брукнер, при който симфонизмът от епохата на романтизма достига своя връх. Брукнер пише девет грандиозни симфонии и днес се смята за един от най-великите симфоници на всички времена. Творчеството му обаче оказва влияние едва върху по-късните композитори, поради простия факт, че повечето му творби не са изпълнявани дълго време след написването им, а когато това е ставало, е било в твърде тесен кръг и голяма част от съвременниците му просто не са познавали творчеството му.

### Симфонията от периода след романтизма до наши дни
В края на 19 и началото на 20 век много от композиторите отново се опитват (често пъти успешно) да се еманципират от класическата форма. Въпреки това мнозина творци продължават да създават симфонии. Сред тях по-специално трябва да бъдат отбелязани Густав Малер (9 симфонии), Ян Сибелиус, (1 „класическа симфония“), Чарлз Айвз (не само родоначалник на истинския симфонизъм в Северна Америка, но и автор на 5 знаменити симфонии), Паул Хиндемит (в чието произведение „Матис художникът“ „програмната симфония“ и класическата форма намират своето единство), Антонин Дворжак (със знаменитата си The New world symphony), Дмитрий Шостакович (15 симфонии, най-известна от които е т. нар. „Ленинградска“, носи това име, понеже е била изпълнявана в градското метро на Ленинград, днешен Санкт Петербург, по време на обсадата на града през Втората световна война. Версиите, че Шостакович пише тази симфония в обсадения Ленинград, са художествена измислица).
Отделно трябва да бъдат споменати творбите на композиторите от т. нар. „Нововиенска школа“ – Арнолд Шьонберг, Албан Берг и Антон Веберн.
В най-ново време велики симфоници са Бенджамин Бритън, Алфред Шнитке и др.

### Симфонизмът в България
За такава обикновено се приема създадената през 1912 година от Никола Атанасов творба. В първата половина на 20 век в България работят и множество композитори, които композират в различни симфонични жанрове – Панчо Владигеров, Любомир Пипков и др. Автори на симфонии или близки до жанра произведения са Марин Големинов, Константин Илиев, Васил Казанджиев. Много от техните творби получават широко признание в музикалните кръгове в цял свят. В съвремието български симфонични творби в България се изпълняват относително рядко, превес се дава на концертното изпълнение на утвърдени класически произведения.

## Оркестър и изпълнители
Оркестърът, който изпълнява симфонии, е претърпял множество промени. Най-ранните симфонии, тези на Хайдн и Моцарт, днес се изпълняват от състави, които могат да бъдат определени като „камерни оркестри“. Едва при Бетховен инструменталният ансамбъл става това, което днес наричаме „симфоничен оркестър“., с добавянето на засилени духови и ударни секции, по сравнение с предшествениците му. Самият Бетховен в последната част на своята 9-а симфония въвежда и хор (Малер също използва хор), романтиците допълнително обогатяват медната духова секция, съвременните добавят орган, електронни инструменти, перкусия.

## Известни диригенти в по-ново време

### Чуждестранни
- Леополд Стоковски
- Херберт фон Караян
- Дьорд Шолти
- Генадий Рождественски
- Серджо Челибидаке
- Зубин Мета
- Колин Дейвис
- Карлос Клайбер

### Български
- Константин Илиев
- Васил Казанджиев
- Йордан Дафов
- Емил Чакъров
- Емил Табаков
- Добрин Петков
- Александър Райчев